# Cephalotes unimaculatus
Cephalotes unimaculatus é uma espécie de inseto do gênero Cephalotes, pertencente à família Formicidae.